# Blue Flag
Blue Flag (青のフラッグ, Ao no furaggu) est un shōnen manga de KAITO, prépublié dans le magazine en ligne Shōnen Jump+ entre le 1er février 2017 et le 8 avril 2020 puis publié par Shūeisha en un total de 8 volumes sortis entre le 4 avril 2017 et le 4 juin 2020. La version française est publiée par Kurokawa et la version anglaise par VIZ Media en Amérique du Nord.

## Synopsis
Taichi est dans la même classe que Tôma, un ami d'enfance qui a du succès dans plusieurs domaines, et que Futaba, dont la maladresse lui est insupportable. Celle-ci, au détour d'une rencontre à la librairie, lui avoue être amoureuse de Tôma. Taichi finira, devant la timidité excessive de Futaba, par se résigner à l'aider, pour la pousser à se rapprocher de son ami.

## Manga

### Liste des volumes
| no | Japonais         | Japonais          | Français          | Français          |
| no | Date de sortie   | ISBN              | Date de sortie    | ISBN              |
| -- | ---------------- | ----------------- | ----------------- | ----------------- |
| 1  | 4 avril 2017     | 978-4-08-881045-4 | 14 mars 2019      | 978-2-368-52613-2 |
| 2  | 4 août 2017      | 978-4-08-881145-1 | 13 juin 2019      | 978-2-368-52741-2 |
| 3  | 4 décembre 2017  | 978-4-08-881308-0 | 12 septembre 2019 | 978-2-368-52752-8 |
| 4  | 2 mai 18         | 978-4-08-881485-8 | 9 janvier 2020    | 978-2-368-52848-8 |
| 5  | 4 septembre 2018 | 978-4-08-881580-0 | 28 mai 2020       | 978-2-368-52963-8 |
| 6  | 4 avril 2019     | 978-4-08-881769-9 | 20 août 2020      | 978-2-368-52964-5 |
| 7  | 4 décembre 2019  | 978-4-08-882163-4 | 12 novembre 2020  | 978-2-368-52965-2 |
| 8  | 4 juin 2020      | 978-4-08-882365-2 | 11 mars 2021      | 978-2-38071-104-2 |